# Benkelman
La ville de Benkelman est le siège du comté de Dundy, dans l’État du Nebraska, aux États-Unis. Sa population s’élevait à 953 habitants lors du recensement de 2010. C’est la ville la plus peuplée du comté.

## Personnalité liée à la ville
L’acteur Ward Bond est né le 9 avril 1903 à Benkelman.